# Marie-José Nat
Marie-José Nat (nacida como Marie-José Benhalassa, Bonifacio, Córcega del Sur, 22 de abril de 1940-París, 10 de octubre de 2019) fue una actriz de cine y televisión francesa.

## Biografía
Fue hija de un padre cabilio y una madre corsa. Estaba casada con el director de cine Michel Drach, y protagonizó la película Amelie o The Time to Love (1961), Elise o Real Life (1970) y Les violons du bal (1974), sobre sus experiencias infantiles durante la Segunda Guerra Mundial.

## Premios y reconocimientos
Festival Internacional de Cine de Cannes
| Año  | Categoría    | Película               | Resultado |
| ---- | ------------ | ---------------------- | --------- |
| 1974 | Mejor actriz | Los violines del baile | Ganador   |